# آتشین طویل
آتشین طویل (نام علمی: Aethionema elongatum) نام یک گونه از سرده آتشین است. جنس یا سردهٔ آتشین در ایران ۱۱ گونه گیاه علفی یک ساله و چند ساله دارد. آتشین طویل یکی از این ۱۱ گونهٔ موجود در ایران است.